# Vestfold
| Religion in Vestfold | Religion in Vestfold | Religion in Vestfold | Religion in Vestfold | Religion in Vestfold |
| -------------------- | -------------------- | -------------------- | -------------------- | -------------------- |
| religion             | religion             |                      | percent              | percent              |
| Thiên chúa giáo      | Thiên chúa giáo      |                      | 85.54%               | 85.54%               |
| Không tôn giáo       | Không tôn giáo       |                      | 12.76%               | 12.76%               |
| Hồi giáo             | Hồi giáo             |                      | 1.36%                | 1.36%                |
| Phật giáo            | Phật giáo            |                      | 0.23%                | 0.23%                |
| Khác                 | Khác                 |                      | 0.11%                | 0.11%                |

Vestfold là một hạt của Na Uy. Hạt này có diện tích là km², dân số thời điểm năm là người. Chính quyền hạt đóng ở thành phố Tønsberg. Vestfold giáp với Buskerud và Telemark. Vestfold nằm ở phía tây của Oslofjord, như tên cho biết. Nó bao gồm nhiều thị trấn nhỏ, nhưng nổi tiếng ở Na Uy, như Larvik, Sandefjord, Tønsberg và Horten. Sông Numedalslågen chảy qua hạt. Nhiều hòn đảo nằm ở bờ biển. Vestfold là chủ yếu chi phối bởi các vùng đất thấp và là một trong những tốt nhất khu vực nông nghiệp của Na Uy. Nhiệt độ mùa hè dễ chịu nhất từ tháng năm đến tháng Chín, với trung bình tháng bảy 17 °C.
Vestfold trước đây là trụ sở cho các đội tàu đánh bắt cá voi, các thị trấn ven biển Vestfold bây giờ tham gia vào đánh bắt cá và đóng tàu. Vestfold là hạt duy nhất mà tất cả các thành phố đã tuyên bố tiếng Na Uy Bokmål được chính thức công nhận là ngôn ngữ viết chính thức. 

## Các đô thị
Vestfold có 14 đô thị:
1. Andebu
2. Hof
3. Holmestrand
4. Horten
5. Lardal
6. Larvik
7. Nøtterøy
8. Re
9. Sande
10. Sandefjord
11. Stokke
12. Svelvik
13. Tjøme
14. Tønsberg